# Eurovision Song CZ 2022
La quarta edizione di Eurovision Song CZ si è tenuta il 16 dicembre 2021 e ha selezionato il rappresentante della Repubblica Ceca all'Eurovision Song Contest 2022 a Torino.
I vincitori sono stati i We Are Domi con il brano Lights Off.

## Organizzazione
L'emittente ceca Česká televize (ČT) ha confermato la partecipazione della Repubblica Ceca all'Eurovision Song Contest 2022, annunciando inoltre l'organizzazione, dopo un anno di pausa, della 4ª edizione di Eurovision Song CZ per selezionare il proprio rappresentante. Il 16 settembre 2021 l'emittente ha dato la possibilità agli aspiranti partecipanti di inviare i propri brani entro il 20 settembre, con la condizione che gli artisti partecipanti fossero cittadini o residenti permanenti in Repubblica Ceca.
La scelta del vincitore è stata decretata attraverso due fasi: nella prima fase è stata una finestra di votazione dedicata al televoto nazionale e internazionale il 7 dicembre 2021 e chiusa il successivo 15 dicembre, il cui risultato è andato a determinare metà del totale insieme al voto della giuria internazionale composta da dodici persone. I risultati della selezione sono stati ripartiti nella seguente maniera: 50% dalla giuria internazionale, 25% dal voto online nazionale e infine 25% dal voto online internazionale.

### Giuria
La giuria internazionale per Eurovision Song CZ 2022 è stata composta da:
- Estonia – Victor Crone (Rappresentante dell'Estonia all'Eurovision Song Contest 2019)
- Finlandia – Blind Channel (Rappresentanti della Finlandia all'Eurovision Song Contest 2021)
- Irlanda – Charlie McGettigan (Vincitore dell'Eurovision Song Contest 1994, con Paul Harrington)
- Irlanda – Paul Harrington (Vincitore dell'Eurovision Song Contest 1994, con Charlie McGettigan)
- Islanda – Daði Freyr (Rappresentante dell'Islanda all'Eurovision Song Contest 2021, con i Gagnamagnið)
- Norvegia – Tix (Rappresentante della Norvegia all'Eurovision Song Contest 2021)
- Portogallo – Pedro Tatanka (Rappresentante del Portogallo all'Eurovision Song Contest 2021, con i Black Mamba)
- Regno Unito – Jay Aston (Vincitrice dell'Eurovision Song Contest 1981, con i Bucks Fizz)
- Russia – Maniža (Rappresentante della Russia all'Eurovision Song Contest 2021)
- Slovenia – Maraaya (Rappresentanti della Slovenia all'Eurovision Song Contest 2015)
- Svizzera – Gjon's Tears (Rappresentante della Svizzera all'Eurovision Song Contest 2021)
- Ucraina – Go_A (Rappresentanti dell'Ucraina all'Eurovision Song Contest 2021)

## Partecipanti
Dopo aver diffuso indizi sui partecipanti nei mesi precedenti alla competizione, l'emittente ha rivelato i nomi degli artisti partecipanti il 6 dicembre 2021.
| Artista                   | Titolo                       | Lingua        | Compositori                                                                             |
| ------------------------- | ---------------------------- | ------------- | --------------------------------------------------------------------------------------- |
| Annabelle                 | Runnin' Out of Freakin' Time | Inglese       | Annabelle, Marcel Prochazka, Ondrej Fiedler, Tom Oehler                                 |
| Elis Mraz                 | Imma Be                      | Inglese       | Elis Mraz                                                                               |
| Giudi                     | Jezinky                      | Inglese, ceco | Amelie Siba, Jitka Martiriggiano, Joshua Banwell                                        |
| Jordan Haj & Emma Smetana | By Now                       | Inglese       | Jordan Haj                                                                              |
| Skywalker                 | Way Down                     | Inglese       | Damian Kucera, David Machalický, Jan Kucera, Lucas Woodland, Tomáš Rothschedl           |
| The Valentines            | Stay or Go                   | Inglese       | Jan Doležal                                                                             |
| We Are Domi               | Lights Off                   | Inglese       | Einar Eriksen Kvaløy, Abi F Jones, Dominika Hašková, Casper Hatlestad, Benjamin Rekstad |

## Finale
La finale si è tenuta il 16 dicembre 2021 presso gli studi televisivi di Česká televize di Praga.
| # | Artista                   | Titolo                       | Giuria | Giuria | Voto online | Voto online    | Totale | Posizione |
| # | Artista                   | Titolo                       | Voti   | Punti  | Ceco        | Internazionale | Totale | Posizione |
| - | ------------------------- | ---------------------------- | ------ | ------ | ----------- | -------------- | ------ | --------- |
| 1 | We Are Domi               | Lights Off                   | 120    | 12     | 3           | 6              | 21     | 1         |
| 2 | Giudi                     | Jezinky                      | 69     | 6      | 4           | 5              | 15     | 3         |
| 3 | Annabelle                 | Runnin' Out of Freakin' Time | 84     | 8      | 1,5         | 1,5            | 11     | 6         |
| 4 | Elis Mraz                 | Imma Be                      | 92     | 10     | 5           | 2              | 17     | 2         |
| 5 | The Valentines            | Stay or Go                   | 57     | 4      | 1           | 1              | 6      | 7         |
| 6 | Jordan Haj & Emma Smetana | By Now                       | 49     | 3      | 6           | 3              | 12     | 4         |
| 7 | Skywalker                 | Way Down                     | 69     | 6      | 2           | 4              | 12     | 5         |

| Brano                        | EST | NOR | SVN | POR | RUS | FIN | UKR | ISL | CHE | GBR | IRL | IRL | Totale |
| ---------------------------- | --- | --- | --- | --- | --- | --- | --- | --- | --- | --- | --- | --- | ------ |
| Lights Off                   | 12  | 12  | 4   | 12  | 10  | 4   | 12  | 12  | 12  | 10  | 10  | 10  | 120    |
| Jezinky                      | 2   | 8   | 2   | 3   | 4   | 12  | 6   | 10  | 10  | 2   | 8   | 2   | 69     |
| Runnin' Out of Freakin' Time | 6   | 2   | 10  | 8   | 3   | 6   | 10  | 3   | 8   | 12  | 12  | 4   | 84     |
| Imma Be                      | 8   | 10  | 12  | 6   | 12  | 10  | 4   | 4   | 6   | 8   | 6   | 6   | 92     |
| Stay or Go                   | 10  | 4   | 6   | 2   | 2   | 3   | 3   | 6   | 3   | 3   | 3   | 12  | 57     |
| By Now                       | 4   | 6   | 3   | 4   | 6   | 2   | 2   | 2   | 2   | 6   | 4   | 8   | 49     |
| Way Down                     | 3   | 3   | 8   | 10  | 8   | 8   | 8   | 8   | 4   | 4   | 2   | 3   | 69     |